# Pauline Kongaová
Pauline Kongaová (* 10. dubna 1970 Baringo) je keňská atletka, běžkyně. Na Letních olympijských hrách v roce 1996 získala stříbrnou medaili na 5 000 metrů. Byla to první olympijská medaile, kterou vybojovala žena z Keni. Její manžel Paul Bitok získal na olympijských hrách v roce 1992 a 1996 stříbro na 5 000 metrů.